# Jean-Marie Détrin
Jean-Marie Détrin – francuski kierowca wyścigowy.

## Kariera
Détrin rozpoczął karierę w międzynarodowych wyścigach samochodowych w 1976 roku od startu w klasie T 24-godzinnego wyścigu Le Mans, gdzie odniósł zwycięstwo w klasie (24 miejsce w klasyfikacji generalnej). Rok później był piąty w klasie IMSA.